# Der Kinematograph
Der Kinematograph – pierwsze niemieckie czasopismo branżowe o tematyce filmowej. Ukazywało się w latach 1907–1934.
Pismo powstało z inicjatywy krytyków zrzeszonych wokół czasopisma „Der Artist”. Wydawane było w Düsseldorfie. Tygodnik miał nakład wynoszący 5000-7000 egzemplarzy. W 1923 r. pismo przeszło w ręce koncernu wydawniczego Alfreda Hugenberga i przeniosło się do Berlina.
Pismo popierało postulaty reformy kina (Kinoreform) i zwiększenia jego wartości artystycznej.
Ponadto publikowało teksty związane z praktyczną działalnością przemysłu filmowego – nowinki techniczne, informacje o regulacjach cenzorskich czy przepisach przeciwpożarowych – ogłoszenia o pracę, reklamy filmów i urządzeń filmowych i kinowych, streszczenia filmów opatrzone komentarzem technicznym.